# Cenicientos
Cenicientos es un municipio y localidad española de la Comunidad de Madrid, con una población de 2148 habitantes (INE 2024). Limítrofe con las provincias de Toledo y Ávila, se trata del municipio más occidental de la comunidad autónoma.

## Toponimia
El primer nombre con el que se conoció a esta población era el de San Esteban de la Encina, nombre dado por el patrón homónimo de la localidad y el "de la Encina", proviene de los extensos chaparrales presentes en los parajes del pueblo.
Según cuenta la tradición, el posterior nombre de Cenicientos data de la época de la Reconquista: el rey Alfonso VIII solicitó desde su corte de Toledo guerreros y armas para la lucha contra los musulmanes. Al preguntar al representante del pueblo si podía aportar cien lanzas, éste le respondió: «Con cien y cientos puede contar, Su Majestad». Está respuesta hizo que, desde entonces, la localidad fuera conocida como "Cien y cientos", contrayéndose con el tiempo en una sola palabra.
En el Libro de la montería, del siglo XIV, la localidad ya aparece descrita como Cenicientos. En concreto, se hace referencia a la "Sierra de Cenicientos" en el capítulo IX del Libro Tercero:

La Xara que es entre el Arroyo del Castaño, e el de Ceniziento es buen monte de Osso en invierno, e son las bozerías, la una por cima de la cumbre de la sierra de Cenizientos, e que non passe contra la Calera de Pero Abad en contra el Verrocal de Noveia e la otra por cima de la sierra de Iohan Peres que non passe contra Majuelas.
(Libro de la montería, siglo XIV, p. 47)

### Hipótesis alternativa
El profesor Fernando Jiménez de Gregorio, estudioso de la toponimia de la provincia de Madrid, propone en varias de sus publicaciones dos posibles orígenes que se alejan de la explicación tradicional, ambas relacionadas con la cromática de la «ceniza»:
- La primera acepción hace referencia a la barrilla o cenizo (Salsola kali), planta salsolácea caracterizada por tener en época de floración las hojas de llenas de polvo «color ceniza», cenizas que han sido utilizadas tradicionalmente para la elaboración de jabón o vidrio.
- La segunda, se refiere al tono ceniza de los roquedales graníticos de las tierras del entorno.

### Gentilicio
La versión tradicional, y aceptada por la gente de Cenicientos, cuenta que el gentilicio «corucho» viene de la deformación de la palabra corrupto. Así es como eran conocidos los enfermos de la localidad, supuestamente, cuando el pueblo sufrió su mayor episodio de peste, entre los años 1598 y 1599. A día de hoy no ha habido estudios que desmientan este posible origen.
Como curiosidad, Cenicientos comparte gentilicio con el pueblo conquense de Valdemorillo de la Sierra.

## Historia

Casas tradicionales en Cenicientos

El origen de Cenicientos hay quien lo relaciona con la Piedra Escrita, monumento megalítico en honor a la diosa Diana fechado entre los siglos II y IV a. C., supuestamente de origen romano, consiste en una gran roca de granito de cinco metros de altura y cuatro de circunferencia, aunque bien es cierto que esta piedra hasta la fecha es un enigma, y solo existen especulaciones sobre ella.
Otros consideran que el origen del pueblo es visigodo, aunque de la época visigoda solo es testigo una necrópolis excavada en granito cercana a la villa, y en el mismo entorno de la Piedra Escrita.
Cenicientos no fue fundado como tal, hasta después de la Reconquista, por Alfonso VI en el siglo XI, siendo en 1188[cita requerida] cuando por primera vez se hace alusión a La Peña de Cenicientos y consta la autorización del arzobispo de Toledo para fundar la iglesia en Cenicientos.
Desde su conquista castellana perteneció a la Comunidad de Villa y Tierra de Escalona, e igual que otros municipios de la comarca pasó a manos de Álvaro de Luna. Durante el siglo XVII la localidad conoció su esplendor mientras estuvo vinculada a tierras toledanas de todo este periodo se conservan los trazados de viejos caminos históricos que se conservan en el término: el cordel de San Juan, la Vía Pecuaria que recorre el sur del término en dirección a la actual Pantano de San Juan, o el antiguo camino de Escalona de Alberche.
Su iglesia de San Esteban Protomártir fue terminada en 1564. Entre 1598 y 1600, azotó la peste bubónica que asolaba a toda Castilla (véase peste atlántica), castigando fuertemente a la ciudad y con un total de más de 1000 muertos. En 1633, Cenicientos obtuvo el título de villa siendo rey Felipe IV, con una población de apenas 120 vecinos.
En el siglo XVIII su economía se basaba en la agricultura y ganadería, aparte de la industria artesanal gracias a los molinos harineros y este siglo fue de una gran prosperidad para el pueblo y especialmente por las buenas relaciones comerciales mantenidas con los pueblos de más al sur, como Talavera de la Reina y por todo el trazado de caminos que se hicieron.
Cenicientos se integró en 1833 en la provincia de Madrid, a la cual ha pertenecido desde entonces. A mediados del siglo XIX, el lugar contaba con una población censada de 1200 habitantes. La localidad aparece descrita en el sexto volumen del Diccionario geográfico-estadístico-histórico de España y sus posesiones de Ultramar de Pascual Madoz de la siguiente manera:

CENICIENTOS: v. con ayunt. de la prov., aud. terr. y c g. de Madrid (12 leg.), part. jud. de San Martin de Valdeiglesias (2), dióc. de Toledo (10): sit. al pie de la primera sierra del Alberche, la combaten bien los vientos y su clima es templado y sano, padeciéndose sin embargo algunas afecciones de pecho y calenturas. Tiene sobre 300 casas, la de ayunt., cárcel, escuela de instruccion primaria común á ambos sexos, á cargo de un maestro con la dotacion de 2,200 rs., y una igl. parr. (San Esteban) servida por un párroco cuyo curato es de entrada y de provision ordinaria; el cementerio se halla en paraje que no ofende la salud pública; en las afueras se encuentra una ermita (Ntra. Sra. del Roble); á 200 pasos una fuente de 3 caños y escelentes aguas, un paseo entre la ermita y la v., y otro que consiste en un hermoso prado: confina el térm. con Rozas de Puerto Real, Cadalso, y la prov. de Toledo: se encuentran en él bastantes viñas y 14 pajares de labranza destinados para los mozos de ella y para el ganado lanar del país y trashumante. El terreno es de buena calidad en su mayor parte y serian mucho mayores sus cosechas, si se cultivase mas que lo que se hace en el día; mucha parte de la jurisd. está poblada de pino; en lo ant. abundó de encina, pero en el dia, solo se ven algunas; hay una deh. en la que se hallan varios robles. caminos: los que conducen á los pueblos limítrofes en mediano estado: el correo se recibe de Cadalso por el alguacil de este ayunt. los miércoles, viernes y domingos, y salen en los mismos dias. prod.: toda clase de cereales, gusanos de seda, vino, piñon y frutas, su mayor cosecha es centeno, vino y piñon, mantiene ganado lanar, vacuno, cabrio y de cerda; cria caza de liebres, conejos, perdices, corzos, lobos y algun jabalí. ind.: agricultura, 10 telares, para tejer lino, 2 molinos de harina y otros dos para moler corteza de pino. comercio: estraccion de pino y frutas por arrieros que importan lo necesario para la v. y la venta de la corteza de pino molida. pobl.: 300 vec., 1,200 alm. cap. prod.: 2.647,186 rs. imp.: 235,945. contr.: segun el cálculo general y oficial de la prov. 9'65 p. 0/0
(Madoz, 1847, p. 310)

## Geografía

Extensión del término municipal dentro de la Comunidad de Madrid

Integrado en la comarca de la Sierra Oeste de Madrid se sitúa a 80 km de la capital de España. La localidad se sitúa a 775 m s. n. m., a los pies de la Peña de Cenicientos (1252 m), el mayor punto elevado de la comarca; al tratarse de las últimas estribaciones meridionales de la Sierra de Gredos.

### Límites del término municipal
| Noroeste: Rozas de Puerto Real                      | Norte: Cadalso de los Vidrios | Noreste: Cadalso de los Vidrios        |
| Oeste: Sotillo de la Adrada e Higuera de las Dueñas |                               | Este: Almorox                          |
| Suroeste: Pelahustán y Nombela                      | Sur: Aldea en Cabo            | Sureste: Almorox y Paredes de Escalona |

## Demografía
Cuenta con una población de 2148 habitantes (INE 2024).
| Gráfica de evolución demográfica de Cenicientos entre 1842 y 2021                                                     |
| |
| Población de derecho según los censos de población del INE. Población de hecho según los censos de población del INE. |

| Nacionalidad | Hombres | Mujeres | Total | %      | Proporción |
| ------------ | ------- | ------- | ----- | ------ | ---------- |
| Española     | 908     | 927     | 1835  | 88.3 % |            |
| Extranjera   | 133     | 110     | 243   | 11.7 % |            |

## Símbolos
El escudo heráldico que representa al municipio fue aprobado el 14 de mayo de 1992. El escudo se blasona de la siguiente manera:

Escudo partido. Primero de gules, dos calderas ajedrezadas de oro y sable y gringoladas, puestas en palo. Segundo, de oro, tres lanzas de plata con los mangos de sable, puestas en palo, y atadas por una cinta de gules en las que se ven las letras C y C, de sable. Timbrado de Corona Real Española.
Boletín Oficial de la Comunidad de Madrid nº de 114 de 14 de mayo de 1992

## Administración y política
| Periodo   | Nombre                          | Partido |
| --------- | ------------------------------- | ------- |
| 1979-1983 | Miguel Herradón Fernández       | PSOE    |
| 1983-1987 | Ramón Ramos Lizana              | PSOE    |
| 1987-1991 | Ramón Ramos Lizana              | PSOE    |
| 1991-1995 | Jesús Manuel Ampuero Pérez      | PP      |
| 1995-1999 | Jesús Manuel Ampuero Pérez      | PP      |
| 1999-2003 | Jesús Manuel Ampuero Pérez      | PP      |
| 2003-2007 | Jesús Manuel Ampuero Pérez      | PP      |
| 2007-2011 | Jesús Manuel Ampuero Pérez      | PP      |
| 2011-2015 | Carlos Enrique Jiménez Concejal | PP      |
| 2015-2019 | Natalia Núñez Jiménez           | PSOE    |
| 2019-2023 | Natalia Núñez Jiménez           | PSOE    |
| 2023-act. | Jerónimo López González         | PP      |

## Transporte público
Cenicientos tiene dos líneas de autobús y las dos tienen conexión con la capital, acabando/empezando su recorrido en el Intercambiador de Príncipe Pío donde conecta con la línea 6, línea 10, Ramal Ópera-Príncipe Pío y Cercanías Madrid. Ambas líneas de bus son operadas por la empresa Interbus y son:
| Línea | Recorrido                                                  |
| ----- | ---------------------------------------------------------- |
| 545   | Madrid (Príncipe Pío) - Cenicientos - Sotillo de la Adrada |
| 546   | Madrid (Príncipe Pío) - Rozas de Puerto Real - Casillas    |

## Servicios

### Educación
En Cenicientos hay una escuela infantil (pública) y el centro "Suárez Somonte", un colegio público que dispone de educación infantil, primaria y secundaria.

### Mayores
Cuenta con un hogar del pensionista y un centro de día y residencia de mayores de la Comunidad de Madrid, gestionado por una empresa privada.

## Patrimonio

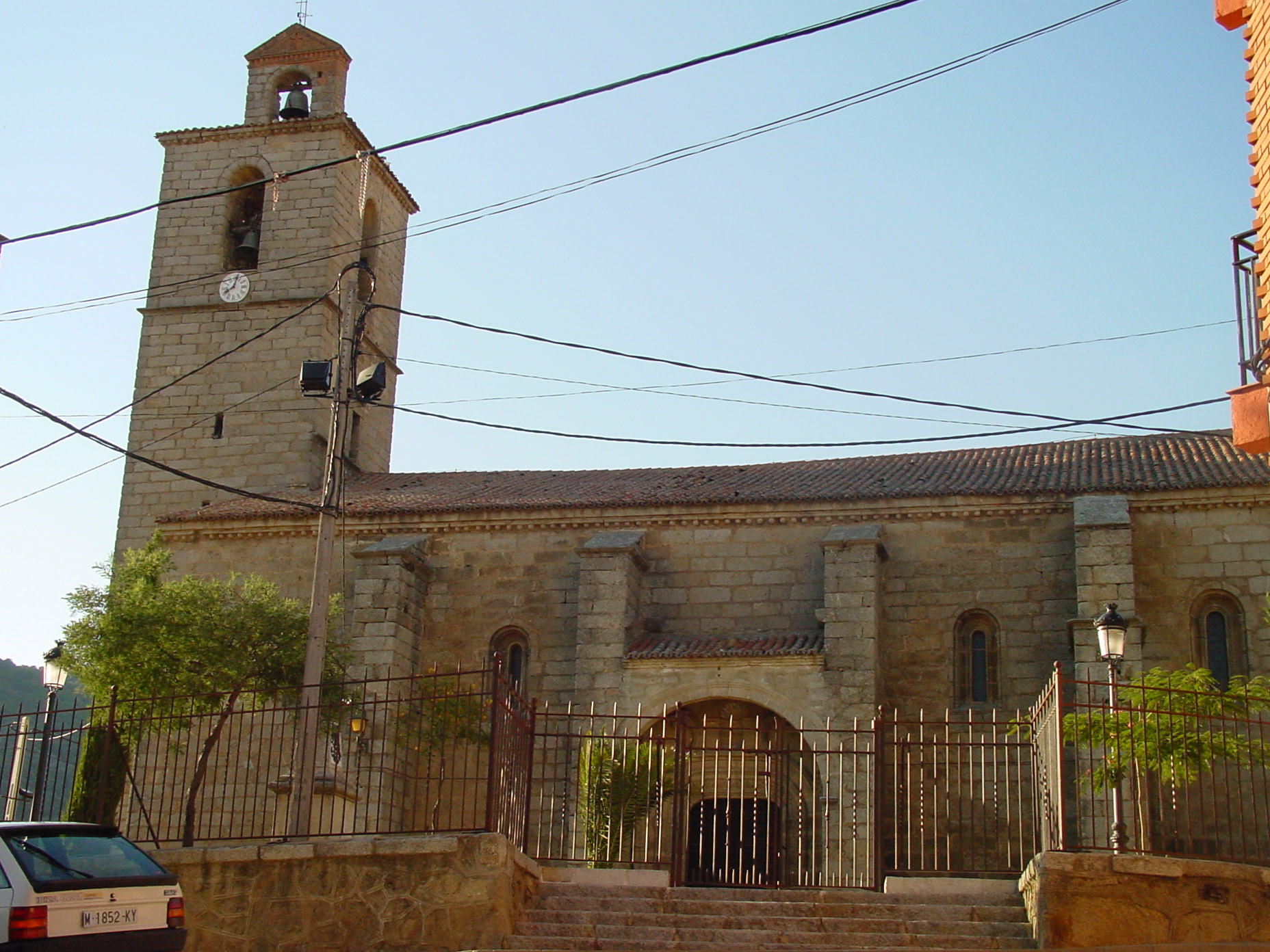
Iglesia de San Esteban Protomártir

- Iglesia de San Esteban Protomártir
- Ermita de Ntra. Señora la Virgen del Roble
- Piedra Escrita
- Peña Buvera o de Cenicientos
- Encinar de la Parra
- Casa del Minero
- Puente Romano
- Molino de Molinillos y Molino de Meléndez.
- Necrópolis visigoda

## Fiestas y tradiciones
- En febrero, los carnavales.
- Antes de Semana Santa, normalmente. Se sigue conservando la celebración de los Quintos, a pesar de la derogación del servicio militar, realizando la tradicional luminaria.
- El domingo siguiente al de Resurrección. El día de La Nava, romería tradicional actualmente celebrada en el paraje conocido como «Prado de la Boca».
- Del 13 al 17 de agosto. Fiestas patronales en honor a Nuestra Señora la Virgen del Roble.
- El 12 de septiembre. Peregrinación hacia El Tiemblo, Ávila, para visitar a Antonio de Padua.
- Un fin de semana de octubre, anualmente desde su primera edición en 1982. La fiesta de la Vendimia.
- El 26 de diciembre. San Esteban Protomártir, patrón de Cenicientos. Esta fiesta se intercambia cada año con la de San Isidro, celebrada el 15 de mayo.